# Frączkowo

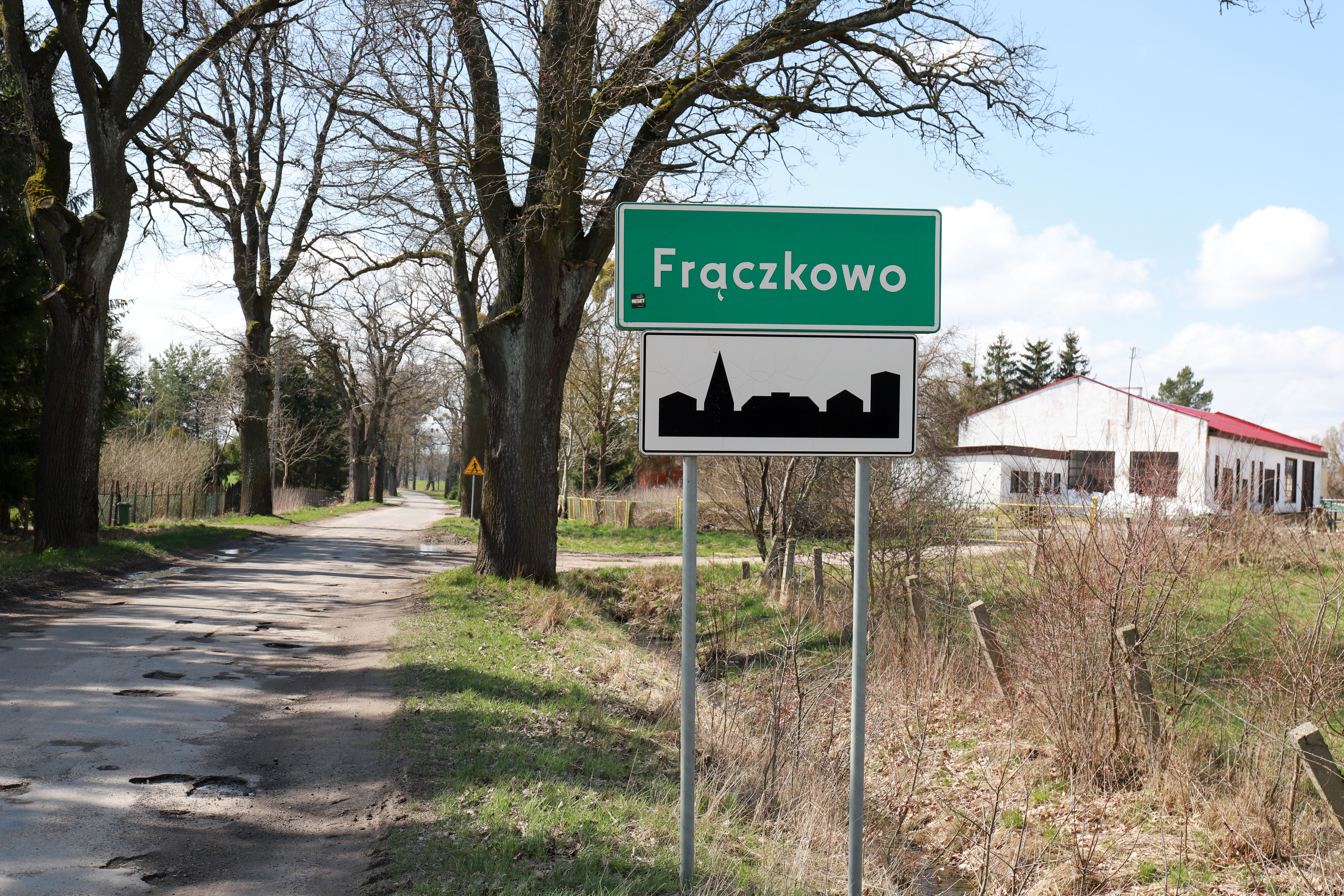
Ortseingang

Frączkowo (deutsch Fritzendorf) ist ein kleiner Ort in der polnischen Woiwodschaft Ermland-Masuren und gehört zur Gmina Barciany (Landgemeinde Barten) im Powiat Kętrzyński (Kreis Rastenburg).

## Geographische Lage
Frączkowo liegt in der nördlichen Mitte der Woiwodschaft Ermland-Masuren, zehn Kilometer südlich der früheren Kreisstadt Gerdauen (heute russisch Schelesnodoroschny) bzw. 22 Kilometer nordwestlich der heutigen Kreismetropole Kętrzyn (deutsch Rastenburg).

## Geschichte
Der vor 1785 Vritzendorf genannte Ort wurde 1364 gegründet. Es handelte sich um ein sehr großes Vorwerk zu Willkamm (polnisch Wielewo) im ostpreußischen Kreis Gerdauen. Im Jahre 1905 zählte der Willkammer Wohnplatz 129 Einwohner.
Als 1945 das gesamte südliche Ostpreußen in Kriegsfolge an Polen überstellt wurde, war auch Fritzendorf davon betroffen. Der Ort erhielt die polnische Namensform „Frączkowo“. Die heutige Siedlung (polnisch Osada) ist Sitz eines Schulzenamtes (polnisch Sołectwo) und als solches eine Ortschaft im Verbund der Landgemeinde Barciany (Barten) im Powiat Kętrzyński (Kreis Rastenburg), bis 1998 der Woiwodschaft Olsztyn, seither der Woiwodschaft Ermland-Masuren zugehörig.

## Kirche
Bis 1945 war Fritzendorf in die evangelische Kirche Molthainen (1938 bis 1945 Molteinen, polnisch Mołtajny) in der Kirchenprovinz Ostpreußen der Kirche der Altpreußischen Union sowie in die römisch-katholische Kirche St. Bruno in Insterburg (russisch Tschernjachowsk) im damaligen Bistum Ermland eingepfarrt.
Heute ist Frączkowo eine katholische Filialgemeinde der Pfarrei Momajny im jetzigen Erzbistum Ermland. Die evangelischen Kirchenglieder gehören zur Kirchengemeinde Barciany, einer Filialgemeinde der Johanneskirche Kętrzyn in der Diözese Masuren der Evangelisch-Augsburgischen Kirche in Polen.

## Verkehr
Frączkowo liegt an einer Nebenstraße, die die Nord-Süd-Woiwodschaftsstraße 591 (einstige deutsche Reichsstraße 141) bei Kotki (Krausen) mit Skandawa (Skandau) bzw. Modgarby (Modgarben) verbindet.
Im Norden des Ortes verläuft die in den 1950er Jahren entstandene Bahnstrecke Skandawa–Kotki, die die Bahnstrecke Posen–Toruń–Skandawa mit der für militärische Zwecke genutzten Umladestation Kotki und der Bahnstrecke Anielin Gradowo–Wielewo (–Schelesnodoroschny) verbindet, heute jedoch nur noch sporadisch befahren wird.